# Nick Cleaver
Nicholas „Nick” Cleaver (ur. 9 maja 1975 w Sydney) – australijski narciarz, specjalista narciarstwa dowolnego. Najlepszy wynik na mistrzostwach świata osiągnął podczas mistrzostw w La Clusaz, gdzie zajął 8. miejsce w skokach akrobatycznych. Jego najlepszym wynikiem olimpijskim jest 11. miejsce w jeździe po muldach na igrzyskach olimpijskich w Albertville. Najlepsze wyniki w Pucharze Świata osiągnął w sezonie 1994/1995, kiedy to zajął 8. miejsce w klasyfikacji generalnej.
W 1997 r. zakończył karierę.

## Sukcesy

### Igrzyska olimpijskie
| Miejsce | Dzień     | Rok  | Miejscowość | Konkurencja      | Zwycięzca         |
| ------- | --------- | ---- | ----------- | ---------------- | ----------------- |
| 11.     | 13 lutego | 1992 | Albertville | Jazda po muldach | Edgar Grospiron   |
| 16.     | 16 lutego | 1994 | Lillehammer | Jazda po muldach | Jean-Luc Brassard |

### Mistrzostwa Świata
| Miejsce | Dzień     | Rok  | Miejscowość | Konkurencja        | Zwycięzca         |
| ------- | --------- | ---- | ----------- | ------------------ | ----------------- |
| 21.     | 17 lutego | 1991 | Lake Placid | Skoki akrobatyczne | Philippe LaRoche  |
| 16.     | 13 marca  | 1993 | Altenmarkt  | Jazda po muldach   | Jean-Luc Brassard |
| 10.     | 18 lutego | 1995 | La Clusaz   | Jazda po muldach   | Edgar Grospiron   |
| 8.      | 19 lutego | 1995 | La Clusaz   | Skoki akrobatyczne | Trace Worthington |
| 20.     | 8 lutego  | 1997 | Iizuna      | Jazda po muldach   | Jean-Luc Brassard |

### Puchar Świata

#### Miejsca w klasyfikacji generalnej
- 1990/1991 – 86.
- 1991/1992 – 33.
- 1992/1993 – 99.
- 1993/1994 – 48.
- 1994/1995 – 8.
- 1995/1996 – 56.
- 1996/1997 – 85.

#### Miejsca na podium
1. La Plagne – 21 grudnia 1993 (Jazda po muldach) – 3. miejsce
2. Breckenridge – 19 stycznia 1996 (Jazda po muldach) – 2. miejsce

- W sumie 1 drugie i 1 trzecie miejsce.